# Equazione di Karplus
L'equazione di Karplus è un'equazione utilizzata nella spettroscopia di risonanza magnetica nucleare per descrivere la correlazione tra le costanti di accoppiamento 3J e gli angoli diedro di atomi di idrogeno vicinali. Prende il nome da Martin Karplus, il chimico che per primo la propose.
In un articolo del 1959 Karplus pubblica una prima versione dell'equazione che riscuote un notevole successo all'interno della comunità dei chimici organici. Una seconda versione, simile alla prima ma più accurata, viene pubblicata nel 1963 ed è quella oggi maggiormente nota:
{\displaystyle J_{HH'}(\phi )=A+B\cos \,\phi +C\cos 2\phi }

Grafico dell'equazione di Karplus ^{3}J_{HH}(φ) = 12 cos^{2} φ - cos φ + 2 ottenuta per i derivati dell'etano.

dove J è la costante di accoppiamento 3J, φ è l'angolo diedro e A, B e C sono dei parametri ottenuti empiricamente i cui valori dipendono dagli atomi e dai sostituenti presenti nella molecola. La relazione può essere scritta in diverse forme tra loro equivalenti, ad esempio sostituendo cos2 φ a cos 2φ , con l'unica differenza nei valori numerici dei parametri.
La relazione è utilizzata per le costanti di accoppiamento 3JHH'. Il numero "3" in apice indica che un atomo di idrogeno-1 è accoppiato con un altro atomo dello stesso tipo a tre legami di distanza attraverso dei legami H-C-C'-H'. Gli idrogeni legati a un atomo di carbonio adiacente sono chiamati idrogeni vicinali.
L'intensità di questi accoppiamenti è generalmente più bassa quando l'angolo torsionale è vicino a 90° mentre è più alta quando si avvicina a 0 e 180°.
Questa relazione tra la geometria locale di una molecola e la costante di accoppiamento è di notevole importanza nella spettroscopia di risonanza magnetica nucleare e in particolar modo nella determinazione degli angoli torsionali della catena dorsale delle proteine e per stabilire la conformazione di piccole molecole.
Attraverso la correlazione incrociata della velocità di rilassamento e degli accoppiamenti dipolari residui è stato possibile parametrizzare delle relazioni di Karplus per la costante di accoppiamento 3JHH dell'RNA.